# William Byrd (compositeur)
Pour les articles homonymes, voir William Byrd et Byrd.
Répertoire
Musique vocale, virginal, orgue, Consort
William Byrd, né en 1539 ou 1540 et mort le 4 juillet 1623, est un compositeur et organiste anglais baroque.

## Biographie
Il existe beaucoup de sources concernant la jeunesse de Byrd et les premières années de sa carrière. Des documents juridiques découverts récemment situent l'année de sa naissance en 1540, ou à la fin de 1539, probablement à Londres, mais la tradition musicologique continue de retenir l'année 1543. Byrd a peut-être été un élève du compositeur Thomas Tallis. Son premier poste identifié avec certitude a été celui d'organiste de la cathédrale de Lincoln, le 27 février 1563. En 1572, il est à Londres pour remplir l'office de gentilhomme de la Chapelle royale auquel il vient d'être nommé. Il tient l'orgue avec Tallis, chante et compose, il conserve ce poste pendant deux décennies. 
L'importance de ses relations personnelles et professionnelles avec Tallis se manifeste à nouveau en 1575, lorsque la reine Élisabeth Ire confère conjointement aux deux hommes le privilège exclusif pendant vingt-et-un ans d'importer, imprimer, publier, vendre de la musique et d'imprimer du papier musique. Byrd publie trois recueils de motets en latin, les Cantiones Sacrae, le premier en 1575 avec Tallis, qui écrit 16 des 36 pièces, et les deux autres en 1589 et 1591. Byrd publie parallèlement deux anthologies musicales en anglais, Psalmes, Sonets and Songs en 1588 et Songs of Sundrie Natures en 1589.
En 1593, Byrd et sa famille s'installent dans un petit village de l'Essex, Stondon Massey, et ne le quittent plus. Byrd se consacre de plus en plus à la musique liturgique du rite catholique. Il publie ses trois Messes Ordinaires entre 1592 et 1595. Elles sont suivies d'un recueil de motets en deux volumes Gradualia, un cycle annuel qui met en musique le propre de la messe, en 1605 et 1607. Il meurt le 4 juillet 1623 et est enterré dans une tombe anonyme du cimetière de Stondon.
William Byrd est aussi professeur et il forme la génération suivante des musiciens qui auront les postes les plus importants : John Bull, Thomas Morley, Peter Philips, Thomas Tomkins et Thomas Weelkes.
L'existence de Byrd est marquée par une série de contradictions, très caractéristiques des hommes de la Renaissance. Ainsi vécut-il au XVIIe siècle sans que sa musique vocale, notamment ses madrigaux, ne se rapproche, néanmoins, du nouveau style baroque ; cependant, son œuvre pour clavier, remarquablement construite, marque le début du style baroque pour l'orgue et le virginal. Leur importance pour la musique anglaise est aussi grande que la musique d'orgue de Frescobaldi pour la musique italienne.  
De la même manière, Byrd peut être considéré comme un musicien de cour anglican, quoiqu'il se soit converti et ait consacré ses dernières années à la liturgie catholique et qu'il soit mort dans une relative obscurité. Lors du déchaînement anti-catholique qui suivit l'attentat catholique contre Jacques Ier, en 1605, certaines de ses œuvres ont été interdites en Angleterre sous peine d'emprisonnement ; pourtant certaines autres, comme le Short Service, sont chantées sans interruption dans les cathédrales anglaises.

## Œuvres
Plus de 500 œuvres sont attribuées à William Byrd.

### Musique sacrée

#### Messes (c.1592-1595)
- Messe pour trois voix (c.1593-4)
- Messe pour quatre voix (en) (c.1592-3)
- Messe pour cinq voix (en) (c.1594-5)

#### The Great Service(1606)
- Venite
- Te Deum
- Benedictus
- Kyrie
- Creed
- Magnificat
- Nunc Dimittis

#### Motets, psaumes, hymnes, offertoires sur un texte en latin
- Ab ortu solis - Venite comedite
- Adoramus te
- Adorna thalamum tuum
- Afflicti pro peccatis - Ut eruas nos
- Alleluia - Ascendit Deus
- Alleluia. Ave Maria - Virga Jesse floruit
- Alleluia. Cognoverunt discipuli
- Alleluia - Emitte Spiritum tuum
- Alleluia. Vespere autem Sabbathi
- Alma Redemptoris Mater
- Angelus Domini descendit
- Apparebit in finem
- Ascendit Deus in jubilatione
- Aspice Domine quia facta est
- Aspice Domine de sede - Respice Domine
- Assumpta est Maria
- Attollite portas
- Audivi vocem
- Ave Maria
- Ave maris stella
- Ave Regina coelorum
- Ave verum corpus
- Beata es, Virgo Maria
- Beata viscera
- Beati mundo corde
- Benedicta et venerabilis
- Cantate Domino
- Christe qui lux es et dies
- Christe qui lux es et dies, autre version à 4
- Christus resurgens
- Cibavit eos
- Circumdederunt me
- Civitas sancti tui
- Confirma hoc Deus
- Constitues eos Principes (Gradual)
- Constitues eos Principes (Offertoire)
- Cunctis diebus
- Da mihi auxilium
- Decantabat populus
- Defecit in dolore - Sed tu Domine
- Deo gratias
- Descendit de coelis - Et exivit per auream portam
- Deus venerunt gentes - Posuerunt morticinia - Effuderunt sanguinem - Facti sumus opprobrium
- Dies sanctificatus
- Diffusa est gratia - Propter veritatem - Vultum tuum
- Diliges Dominum
- Domine ante te
- Domine exaudi orationem - Et non intres in judicium
- Domine non sum dignus
- Domine praestolamur - Veni Domine noli tardare
- Domine salva nos
- Domine secundum actum meum
- Domine secundum multitudinem
- Domine tu jurasti
- Ecce advenit dominator Dominus
- Ecce quam bonum
- Ecce virgo concipiet
- Ego sum panis vivus
- Emendemus in melius
- Exsurge Domine
- Fac cum servo tuo
- Factus est repente
- Felix es, sacra Virgo Maria
- Felix namque es
- Gaude Maria
- Gaudeamus omnes in Domino
- Gaudeamus omnes in Domino, seconde version
- Haec dicit Dominus - Haec dicit Dominus
- Haec dies à 3
- Haec dies à 6
- Haec dies - Alleluia Pascha nostrum
- Hodie beata Virgo
- Hodie Christus natus est
- Hodie Simon Petrus
- In manus tuas
- In resurrectione tua
- Infelix ego - Quid igitur faciam? - Ad te igitur
- Jesu nostra redemptio
- Justorum animae
- Laetentur coeli - Orietur in diebus
- Laudate Dominum omnes gentes
- Laudate pueri Dominum
- Laudibus in sanctis - Magnificum Domini - Hunc arguta
- Levemus corda
- Libera me, Domine, de morte aeterna
- Libera me, Domine, et pone me
- Lumen ad revelationem gentium
- Memento Domine
- Memento homo
- Memento salutis auctor
- Miserere mei, Deus
- Miserere mihi Domine
- Ne irascaris Domine - Civitas sancti tui
- Nobis datus
- Non vos relinquam orphanos
- Nunc dimittis (Gradualia)
- Nunc scio vere
- O admirabile commertium
- O Domine adjuva me
- O gloriosa Domina
- O lux beata Trinitas
- O magnum mysterium - Beata Virgo
- O quam gloriosum est regnum - Benedictio et claritas
- O quam suavis
- O Rex gloriae
- O sacrum convivium
- O salutaire hostia (Gradualia)
- O salutaris hostia (inédit)
- Oculi omnium
- Optimam partem elegir
- Pange lingua gloriosi
- Pascha nostrum
- Passio Domini nostri Jesu Christi secundum Johannem
- Peccantem me quotidie
- Peccavi super numerum
- Pietas omnium
- Plorans plorabit
- Post dies octo - Mane nobiscum
- Post partum Virgo
- Precamur sancte Domine
- Propter veritatem - Alleluia - Assumpta est Maria
- Psallite Domino
- Puer natus est nobis
- Quem terra, pontus, aethera
- Quis est homo - Diverte a malo
- Quodcunque ligaveris
- Quotiescunque manducabitis
- Recordare Domine - Quiescat Domine
- Reges Tharsis
- Reges Tharsis, à 5
- Regina coeli laetare
- Responsum accepit Simeon
- Resurrexi
- Rorate caeli desuper
- Sacerdotes Domini
- Salve Regina - Et Jesum benedictum (1591)
- Salve Regina (1605)
- Salve sancta parens
- Salve sola Dei genitrix
- Senex puerum portabat, à 4
- Senex puerum portabat, à 5
- Siderum rector
- Solve jubente Deo
- Speciosus forma
- Spiritus Domini
- Surge, illuminare, Jerusalem
- Suscepimus Deus - Justitia - Magnus Dominus
- Suscepimus Deus - Sicut audivimus
- Terra tremuit
- Timete Dominum
- Tollite portas
- Tribue Domine - Te deprecor - Gloria Patri
- Tribulatio proxima est - Contumelias et terrores
- Tribulationes civitatum - Timor et hebetudo - Nos enim pro peccatis
- Tristitia et anxietas - Sed tu Domine
- Tu es pastor ovium
- Tu es Petrus
- Tui sunt coeli
- Unam petii a Domino
- Veni Sancte Spiritus
- Venite exultemus Domino
- Victimae paschali laudes
- Vide Domine afflictionem - Sed veni Domine
- Viderunt omnes (Communion)
- Videront omnes (Gradual)
- Vidimus stellam
- Vigilate
- Virgo Dei genitrix
- Viri Galilaei
- Visita Quaesumus
- Vulgum tuum

#### Pièces sacrées sur un texte anglais
- Arise Lord into thy rest
- Attend mine humble prayer
- Be unto me
- Behold how good a thing - And as the pleasant morning dew
- Blessed is he that fears the Lord
- Bow thine ear, O Lord
- Christ rising again - Christ is risen again
- Come help O God
- Come let us rejoice unto our Lord
- An earthly tree a heavenly fruit - Cast off all doubtful care
- Even from the depth
- From depth of sin
- Have mercy upon me
- Help, Lord, for wasted are those men
- How long shall mine enemies
- How shall a young man
- How vain the toils
- I have been young
- I have longed for thy saving health
- I laid me down
- Look down O Lord
- Lord hear my prayer instantly
- Lord in thy rage
- Lord in thy wrath correct me not
- Lord, make me to know thy ways
- Make ye joy to God
- Mine eyes with fervency
- My soul oppressed with care
- O God give ear
- O God that guides the cheerful sun
- O God, the proud are risen against me
- O God which art most merciful
- O God, whom our offences
- O Lord, make thy servant Elizabeth
- O Lord my God
- O Lord, how long wilt thou forget
- O Lord, turn thy wrath away
- O Lord, who in thy sacred tent
- Praise our Lord all ye Gentiles
- Preces and Responses
- Prevent us, O Lord
- Prostrate O Lord I lie
- Right blest are they
- Sing joyfully
- Sing we merrily unto God
- Sing ye to our Lord
- Teach me, O Lord
- This day Christ was born
- Turn our captivity
- Unto the hills mine eyes I lift
- When Israel came out of Egypt

### Musique vocale profane

#### Consorts Songs
- Ah silly Soul
- An aged dame
- Come to me grief for ever
- Come woeful Orpheus
- Constant Penelope
- Content is rich
- Crowned with flowers and lilies
- Delight is death
- Fair Britain Isle
- Farewell false love
- From Virgin's womb - Rejoice rejoice
- He that all eathly pleasure scorns
- In angel's weed
- In fields abroad
- La Virginella
- Lullaby, my sweet little baby
- My mind to me a Kingdom is
- My mistress had a little dog
- My sweet little darling (attribution douteuse)
- O that most rare breast
- O you that hear this voice
- Penelope that longed for the sight
- Plorans Ploravit
- The man is blest
- The noble famous Queen
- Truth at the first
- What pleasure have great princes
- Who likes to love
- Who made thee, Hob, forsake the plough?
- Why do I use my paper, ink and pen?
- Ye sacred muses (Élégie pour Thomas Tallis)

#### Madrigaux
- Alack, when I look back
- Earthly tree, duo pour 2 sopranos
- If in thine heart
- O dear life
- This sweet and merry month of May, version madrigalesque
- Though Amaryllis dance in green
- Weeping full sore

#### Autres pièces vocales profanes
- All as a sea
- Although the heathen poets
- Ambitious love
- And think ye Nymphs to scorn at love - Love is a fit of pleasure
- As I beheld I saw a herdman wild
- Awake mine eyes
- Care for thy soul
- Come jolly Swains
- Compel the hawk to sit
- The Eagle's force
- The Fair young virgin
- A feigned friend
- From Citheron the warlike boy is fled - There careless thoughts are freed - If Love be just
- The Greedy hawk
- He that all earthly pleasure scorns
- I joy not in no earthly bliss
- I thought that Love had been a boy
- If that a sinner's sighs
- If women could be fair
- In crystal towers
- In Winter cold - Whereat an ant
- Is Love a boy? - Boy pity me
- Let not the sluggish sleep
- The Match that's made
- The Nightingale
- O sweet deceit
- Of flattering speech
- Of gold all burnished - Her breath is more sweet
- Out of the orient crystal skies
- Retire my soul
- See those sweet eyes - Love would discharge
- Sellenger's Round
- Susanna fair (1588)
- Susanna fair (1589)
- This sweet and merry month of May
- Upon a Summer's day - Then for a boat
- Wedded to will is witless
- What is life, or worldly pleasure?
- When first by force
- When I was otherwise
- When younglings first - But when by proof
- Where fancy fond
- While that the Sun
- Who looks may leap
- Wounded I am - Yet of us twain

### Musique pour le clavier
Ce sont avant tout ses plus de 140 œuvres pour le clavecin ou le virginal qui en font un compositeur de premier plan pour la musique anglaise. Le recueil My Ladye Nevells Booke (1591) contient 42 pièces, d'autres sont connues par le Fitzwilliam Virginal Book. Voici quelques titres :
- My Ladye Newels Grownde
- Qui Passe; for my Ladye Nevell
- All in a Garden Grine
- A Medley
- The Marche before the Battell
- The Battell: The souldiers sommons; The marche of footemen; The marche of horsmen; The trumpetts; The Irishe marche; The bagpipe and the drone; The flute and the droome; The marche to the fighte; The retreat
- The Galliarde for the Victorie
- The Barleye Breake
- The Bells ou The Bells of Osney
- Callino Casturame
- The Carmans Whistle
- Clarifica Me Pater, pour clavier
- Fortune
- The Ghost
- Gipseis Round
- Have With Yow to Walsingham
- Hughe Ashtons Grownde
- The Hunt's Up, or Pescodd Time
- John, Come Kiss Me Now
- La Volta "Lady Morley", écrite en collaboration avec Thomas Morley
- La Volta
- Lord Willobies Welcome Home
- Lullaby (attribution douteuse)
- The Maydens Song
- Malt's Come Downe
- Monsieurs Almain
- My Lord of Oxenford's Mask
- O Mistris Myne
- The Queenes Alman
- Rowland, or Lord Willoughby's welcome home
- Selliers Rownde
- Tregian's Ground
- Ut, mi, re
- Ut, re, mi,
- Ut, re, mi, fa, sol, la
- Will Yow Walke the Woods soe Wylde
- Wilson's wild, or Wolsey's wilde
- The Woods so Wild
- Fantasia in A
- Fantasia in G
- A Fancie
- A Galliards Gygge
- A Passamezzo Pavana
- Galiardas Passamezzo
- The Firste Pavian
- The Galliarde to the Firste Pavian
- The Seconde Pavian
- The Galliarde to the Seconde Pavian
- The Third Pavian
- The Galliarde to the Third Pavian
- The Fourth Pavian
- The Galliarde to the Fourth Pavian
- The Fifte Pavian
- The Galliarde to the Fifte Pavian
- Pavana the Sixte; Kinbrugh Goodd
- The Galliarde to the Sixte Pavian
- The Seventh Pavian
- The Eighte Pavian
- The Passinge Mesures; the Nynthe Pavian
- The Galliarde to the Nynthe Pavian
- A Voluntarie; for my Ladye Nevell
- A Lesson of Voluntarie
- The Second Grownde
- The Tennthe Pavian; Mr. W. Peter
- The Galliarde to the Tennthe Pavian
- Lady Monteagle's Paven
- Pavana Lachrimae
- Pavana. Canon. Two parts in one
- Prelude and Ground 'Queen's Goodnight'
- Praesidium
- French Coranto, trois versions
- A Gigg
- A Voluntarie
- Variatio
- Verse in C

### Musique instrumentale

#### Consorts de violes
- 15 Fantasias :
- 6 In nomine
- Gaillard
- Pavan, à 5

Pavan and Galliard à 6
Pavan in A
- Browning "The Leaves Be Green", à 5
- John come kiss me now
- Miserere, à 4
- My Lord of Oxenford's Mask
- Prelude and Ground, à 5
- Prelude and Voluntary
- Susanna fair
- The Woods So Wild
- Christ rising again

#### Ensemble instrumental
- English Dances
- Sermone blando
- The Queen's Good Night

### Pièces lacunaires ou disparues

#### Fragments
- Ad punctum in modico à 2 (BB) - Fragment
- Ah, youthful years - Fragment
- Behold, how good - Fragment
- Cease Cares - Fragment
- Depart ye furies - Fragment
- Litany à 4 (SATB) - Fragment d'attribution douteuse
- If trickling tears - Fragment
- In tower most high - Fragment
- I will give laud - Fragment
- Jubilate Deo, omnis terra - Fragment d'attribution douteuse
- Look and bow down - Fragment
- Oh happy thrice - Fragment
- O trifling days - Fragment
- Preces Deo fundamus - Fragment
- Service in F - Fragment d'attribution douteuse
- Sponsus amat sponsam à 2 (ST) - Fragment d'attribution douteuse
- With sighs and teares - Fragment

#### Attribuées à Byrd
- Ave regina caelorum à 5 voix (ATTBarB) - attribution  "Mr Byrde" dans le Paston Lute Book, mais les musicologues  qui ont établi le Tudor Church Music Book (Livre de musique d'église de l'époque des Tudor) l'attribuent à John Taverner.

#### Commandes jointes
- In exitu Israel à 4 voix (SSAT) - avec John Sheppard et William Mundy.